# Medalha do Mérito Histórico Militar Terrestre
A Academia de História Militar Terrestre do Brasil (AHIMTB), fundada em 1º de Março de 1996 em Resende/RJ, criou pela Portaria de n.º 1 de 25 de Agosto de 2003, no duplo centenário do nascimento do seu Patrono o Duque de Caxias, a honraria Medalha do Mérito Histórico Militar Terrestre da AHIMTB com o objectivo de agraciar civis, militares, nacionais e estrangeiros e entidades que apoiam a academia nas suas atividades meio e fim, no reconhecimento do seu Patrono - Duque de Caxias - e na contribuição para a o progressivo desenvolvimento da História Militar Terrestre do Brasil.
É Grão-Mestre da Medalha do Mérito Histórico Militar Terrestre da AHIMTB o Presidente e Fundador da AHIMTB, o Coronel Eng QEMA Cláudio Moreira Bento.

## Descrição da Medalha
A Medalha do Mérito Histórico Militar Terrestre da AHIMTB apresenta ao fundo os louros do mérito em cor verde circundado pelo metal de fundo, sobreposto de raios metálicos na parte intermediária e tendo ao centro a insígnia da AHIMTB em círculo indicando a unidade da Academia.
As cores azul e branca predominantes na estrela, são as cores presentes na insígnia da AHIMTB e as cores azul e vermelho da fita indicam as cores presentes no Brasão do Patrono da AHIMTB, o Duque de Caxias.
A fita de cor azul celeste mede 35 mm e as listas dourada e vermelha de 4 mm, espaçadas pela mesma dimensão.

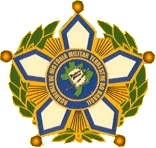
Grau Comendador
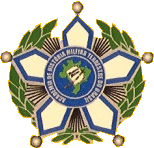
Grau Oficial
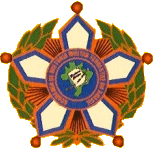
Grau Cavaleiro

Os graus da Medalha do Mérito Histórico Militar Terrestre da AHIMTB são diferenciados pelo metal presente em maior quantidade, sendo dourada, prateada e cobreada para os graus de Comendador, Oficial e Cavaleiro, respectivamente.